# پرونده های اوبر
پرونده‌های اوبر (به انگلیسی: Uber Files) اسنادی لو رفته از فعالیت‌های تاکسی اینترنتی اوبر در بیش از ۴۰ کشور از سال ۲۰۱۳ تا ۲۰۱۷ است که توسط یکی از مدیران سابق این شرکت Mark MacGann در اختیار روزنامه گاردین و کنسرسیوم بین‌المللی روزنامه‌نگاری تحقیق و تعدادی دیگر از رسانه‌ها قرار داد. این اسناد نشان می‌دهد که اوبر در طول فعالیت خود چگونه با رشوه دادن، فریب دادن پلیس، به خطر انداختن جان رانندگان و … کسب و کار خود را توسعه داده است. این ۱۲۴۰۰۰ سند در سال ۲۰۲۲ توسط روزنامه گاردین منتشر گردید.
بی توجهی به امنیت جانی رانندگان اوبر و فرستادن آنها میان تاکسی رانان عصبانی در جریان شورش های فرانسه یکی از اسناد لو رفته در این میان است. 